# Jerry Seinfeld
Jerome Allen "Jerry" Seinfeld, född 29 april 1954 i Brooklyn i New York, är en amerikansk ståuppkomiker, skådespelare, författare och producent. Han är mest känd som medskapare och huvudrollsinnehavare i TV-serien Seinfeld (1989–1998), där han spelade en semifiktiv version av sig själv. Han har vunnit både Golden Globe och Emmy Award.
Seinfeld har även skrivit böckerna Seinologi och Halloween.

## Biografi

### Bakgrund
Seinfelds föräldrar hette Kálmán och Betty. Fadern var av ungersk-judisk börd, men växte upp i Brooklyn. Morföräldrarna var judiska invandrare från Syrien. Modern arbetade som sömmerska, medan fadern var försäljare. Han kom senare att arbeta som skyltkonstruktör och använde i kommersiella sammanhang namnet Signfeld. Skyltarna kom till användning då fadern inför Seinfelds första tv-framträdanden på Johnny Carsons Tonight Show, annonserade med skyltar monterade på sin lastbil och också via högtalare gav information om tid och kanal, för att ge sonen extra uppmärksamhet.

#### Skoltiden
Jerry Seinfeld började i Eastlake Elementary School och senare i Massapequa High School. Vid 17 års ålder (1971) tillbringade han frivilligt en kort tid på Sa'ar, en kibbutz i Israel. Han gick först på State University of New York at Oswego, men bytte och tog examen på Queens College, City University of New York. Under tiden på "college" , var Jerry en amatörbrottare och kallade sig själv "The Jewish Terror". På Queens Colleges medieprogram blev Seinfeld kamrat med Mike Costanza, som gav efternamnet till seriens George Costanza.

### Vägen till komiker
Jerry Seinfelds far var, enligt Oppenheimers biografi, den spontana talangen och när Seinfeld först prövade på ståuppyrket, sade hans mor och syster att han aldrig skulle bli lika rolig som sin far. Seinfelds styrka var inte heller den spontana kvickheten, utan istället de minutiöst planerade och förberedda texterna och dess framförande.
Efter att ha utvecklat ett intresse för ståuppkomik genom korta collegeproduktioner prövade Seinfeld direkt efter examen 1976 Queens College på ståuppyrket på en "open mic night" på en talangjakt (New York city's Catch a Rising Star). Vid 23 års ålder, 1977, fick han arbete som konferencier på en ståuppklubb i New York och kunde nu försörja sig som komiker. Ett skäl till att Seinfeld fick anställningen var att han var så seriös och lätt att ha att göra med. Han var, i dessa sammanhang, ovanligt ointresserad av droger och kvinnor och verkade tidigt ha en stark målsättning och sköt undan utsvävningar som kunde påverka arbetet. Seinfeld uppträdde kort därefter i Rodney Dangerfield HBO special.
Seinfeld hade en mindre återkommande roll som Frankie, en ung brevbärare som hade komiska inslag som ingen ville höra på, i situationskomedin Benson under 1979, men han blev plötsligt utsparkad från programmet.

### Ståuppkomiken
Under maj månad 1981, gjorde Seinfeld ett mycket lyckat framträdande på The Tonight Show Starring Johnny Carson. Han blev efter det ett stående inslag i liknande program inklusive Late Night with David Letterman och The Merv Griffin Show. Seinfeld blev speciellt känd för sin ovanligt höga arbetsmoral; det sägs att han färdades i en intensiv snöstorm till en komediklubb, bara för att hitta den tom.
Tomma lokaler var, även i normalt väder, ett bekymmer i slutet av 1970-talet vilket gjorde att ståuppkomiken kunde få en stark draghjälp, när lokaler byggda i diskotekkomplexens dagar nu var svårare att få lönsamhet i. En ståuppare behövde bara sin mikrofon och någonstans att bo och kunde ändå i bästa fall dra fulla hus.

## Humorstilen
Seinfeld är känd som en ståuppare som ofta pratar om de vardagliga, jordnära tingen. Det kunde handla om vart de sockor tar vägen som saknas efter tvätten, eller varför väderleksrapporter i tv förser oss med satellitbilder tagna långt från jorden, som vi ska använda för att avgöra vilka kläder vi ska ha på oss. Eller varför inte ett tvättmedel som enligt reklamen är bra på att ta bort blodfläckar på tröjan, när den som har det förmodligen har större problem än att välja tvättmedel.

## ”Master of his domain”
Arbetsmoralen och kontrollen av sin egen miljö har varit centrala delar av Seinfelds karriär. Han har till skillnad från många andra artister inte betraktat det som en stor nackdel med att vara på resande fot, utan anpassade sig väl till detta liv. Uttrycket ”Master of his domain” (”herre över sin omgivning”) ingår i Seinfeld-seriens Jerrys centrala värderingar och avspeglar även den verklige Jerrys värderingar. Uttrycket kan också återfinnas i Jerrys begåvning i att avgöra när och hur de komiska poängerna ska levereras för att nå största möjliga effekt. I ett avsnitt i serien ger också Jerry rådet till George att han ska sluta när han står på topp i en diskussion, vilket George följer ordagrant och lämnar omedelbart rummet efter att fått en komisk poäng istället för att dra ut på den och därmed förstöra omgivningens helhetsintryck av framträdandet.
Seinfeld rankas som nummer tolv i Comedy Centrals lista över de 100 största ståupparna genom tiderna.

## TV-serien Seinfeld

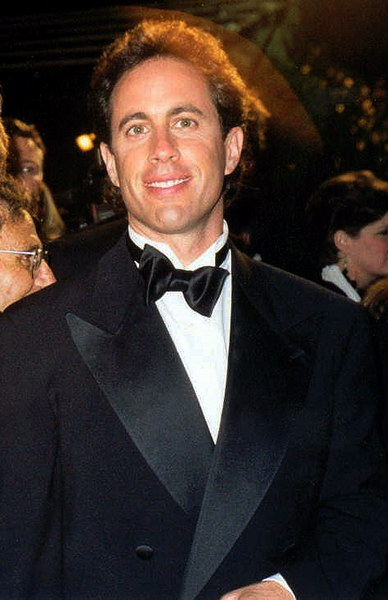
Jerry Seinfeld på Emmy-galan 1997.

Seinfeld skapade The Seinfeld Chronicles tillsammans med Larry David under 1989 för NBC. Programserien döptes sedan om till Seinfeld, och blev under sin fjärde säsong den mest populära och framgångsrika situationskomedin på amerikansk television. Serien upphörde 1998. Den repriseras dock fortfarande i många länder.
Programseriens övriga karaktärer besattes av veteranen från  Saturday Night Live Julia Louis-Dreyfus, liksom de erfarna aktörerna Michael Richards och Jason Alexander. Jerry spelade i serien sig själv. Jerry har sagt att serien är inspirerad av 1950-talsserien The Abbott and Costello Show. Angående Jerrys inspirationskällor för serien Seinfeld, framgår det i hans kommentarer till The Gymnast-episoden, att ”den som verkligen formade hela min känsla för komik var Jean Shepherd.”
Det sista avsnittet av Seinfeld sändes i USA den 14 maj 1998 och reklamintäkterna från det sista halvtimmeslånga programmet uppgick till 32 miljoner amerikanska dollar, alltså drygt en kvarts miljard svenska kronor. Jerry motstod NBC:s försök att genomdriva en fortsättning av serien visar på ännu ett prov på hans kontroll av sin omgivning och komikerns mantra att sluta på komikens höjdpunkt. Seinfeld med sin ovanligt stora grupp tittare mellan 20 och 35 år utgjorde totalt en mycket köpstark målgrupp för en reklamsäljare.

## EfterSeinfeld
Seinfelds beslut att avsluta en av televisionens mest populära programserier väckte en anmärkningsvärd publikreaktion. Efter programserien valde Seinfeld att återgå till ståuppkomik istället för att påbörja en filmkarriär som många andra populära komiker har gjort. Under 1998 gjorde han en turné med en show kallad I'm Telling You for the Last Time. Många av uppträdandena var gratis; de som hade betalat för biljetter i förväg fick pengarna tillbaka. En dåligt säljande cd släpptes samma år under samma namn, vilket innehöll exempel på hans framträdanden och teknik.
Processen att utveckla och genomföra uppträdanden med nytt material på komediklubbar runt världen, blev dokumenterat i Comedian från 2002. Den fokuserade på komikern Orny Adams, och regisserades av Christian Charles. Seinfeld har skrivit ett par böcker, mest arkivmaterial av tidigare produktioner.
Under 2004 framträdde Seinfeld i två reklaminslag på Internet (webisodes), för American Express, med titeln The Adventures Of Seinfeld And Superman. Seinfeld framträdde där ihop med en animerad version av Stålmannen, vilken enligt flera av avsnitt i serien Seinfeld, var Jerry Seinfelds hjälte. Stålmannens röst gjordes av Patrick Warburton, vilken hade rollen som David Puddy i Seinfeld. Dessa Internet-framträdanden visades 2004 och var regisserade av Barry Levinson. Seinfeld och ”Stålmannen” blev också intervjuade av Matt Lauer i en specialinspelad intervju i The Today Show. Jerry Seinfeld fick även det första kortet av American Express Centurion, som endast kan fås via inbjudan från bolaget.
Datorföretaget Apple lanserade i slutet av 1990-talet reklamslogan ”Think different” (Tänk annorlunda), där 60-sekunders reklaminslag visade exempel på människor som tänkt annorlunda, Albert Einstein, Mahatma Gandhi, Martin Luther King med flera. Denna reklamserie blev senare nedkortad till 30 sekunder och avslutades med en hyllning till Jerry Seinfeld. Reklaminslaget nedan visades bara en gång under samma tid som serien Seinfeld höll på att avslutas.
Från 2004 har Seinfeld och andra medverkande i serien spelat in kommentarer för DVD-utgåvorna av serien Seinfeld.
Den 18 november 2004 framträdde Seinfeld på Smithsonian institution när han där donerade den skjorta med puffärmar han bar i det välkända avsnittet The Puffy Shirt. Han gav också ett tal i samband med presentationen av puffärmsskjortan och hävdade med en glimt i ögat att ”det här är den mest pinsamma händelsen i mitt liv.”
Seinfeld hade en speciellt framträdande den 13 maj 2006 i ett avsnitt av Saturday Night Live där Julia Louis-Dreyfus' medverkade. Louis var värd för detta avsnitt och i öppningsmonologen nämnde hon Seinfeld-avsnittet The ”Seinfeld Curse”. Under tiden som hon talade om hur löjligt osannolik förbannelsen var, ramlade en scenlampa ned jämte henne. Kameran fokuserade nu mot en gångplattform över scenen, där Jerry stod och höll en stor bultsax. Han muttrade något över förbannelsen, uppenbarligen förargad över att Louis inte blivit drabbad av förbannelsen, vilket hon sedan fortfarande hävdade att hon inte blivit.
I ett avsnitt av The Daily Show nämnde värden Jon Stewart att Seinfeld aldrig tagit något artistnamn, och fortsatte med att fråga vad han i så fall skulle ha tagit, varvid Jerry med skämtsamt tonfall svarade: ”Well, I would keep my last name, so as not to offend my parents and I would have to go with Jesus.”

### 2007
Den 25 februari 2007, uppträdde Seinfeld på Oscar-utdelningen som presentatör för priset för bästa dokumentärfilm. Innan nomineringarna lästes upp gjorde han ett ståuppnummer som handlade om tysta överenskommelser mellan filmvisare och filmskapare. En av vinnarna till priset var Larry Davids tidigare fru. Den 4 oktober 2007 gjorde Seinfeld ett kort besök hos NBC, som en huvudgäst i den andra säsongspremiären av 30 Rock.
Samma år skapade han en del negativa rubriker om sig själv då han var gäst i TV-programmet Larry King Live på CNN. När programledaren Larry King frågade Jerry huruvida TV-serien Seinfeld blev nerlagd eller om det var Jerrys beslut att lägga ner serien, vilket var fallet, blev Seinfeld upprörd och skämtsam om Kings påläsning inför intervjun.

### 2008
Seinfeld bidrog med sin röst som det animerade biet Barry från Bee Movie som presentatör av "bästa animerade film" på Oscarsgalan 2008 den 24 februari 2008. Innan de nominerade lästes upp visades ett filmmontage där biet Barry visade upp några av sina tidigare arbeten med animerade bin.
Under sin turné 2008 gjorde Seinfeld den 2 juni ett stopp i sin hemstad i New York för ett framträdande på WaMu Theater i Madison Square Garden till förmån för Cure, en välgörenhetsorganisation som stödjer lungcancerforskning på Memorial Sloan-Kettering Cancer Center i New York.
I augusti 2008 rapporterade Associated Press att Seinfeld skulle fungera som reklampelare för Windows Vista, som en del av en 300 miljoner dollars reklamkampanj från Microsoft. Annonserna var avsedda att skapa "surr" för Windows Vista inför den efterföljande kampanjen "Jag är en PC", som började synas i mitten av september 2008.

### 2012
En ny serie för Netflix, Comedians in Cars Getting Coffee, har premiär. Den är ursprungligen en webb-tv-serie där Jerry Seinfeld kör omkring en utvald gäst i en utvald bil till ett kafé.  
I varje avsnitt hämtar Jerry Seinfeld upp en komiker i en bil och de åker iväg för att dricka en kopp kaffe med eventuellt tilltugg. Bilmodellen är vald av Jerry Seinfeld så att den speglar personligheten eller på annat sätt har anknytning till komikern. Avsnitten inleds med att bilen presenteras. Intervjuerna eller samtalen sker både under färden till kafeet och på plats.

## Böcker
Seinfeld är också en bästsäljande författare, mest känd för boken Seinlanguage (Seinologi i svensk översättning), lanserad 1993, vilken blev etta på New York Times-listan. Boken som skrevs samtidigt som tv-seriens popularitet ökade består huvudsakligen av anpassat ståupp-material. Titeln kommer från en artikel i Entertainment Weekly, där det listades upp ett antal fraser som serien gjort populära.
Halloween är en barnbok som Seinfeld skrev 2002 och som illustrerades av James Bennett. Det finns också många böcker om både serien och Seinfeld, som inte är skrivna av honom själv.
Seinfeld kompletterade förorden till Ted L. Nancys Letters From A Nut-bokserie samt Ed Broths Stories From A Moron. Båda författarna är ryktesvägen misstänkta för att vara pseudonym för Seinfeld eller någon vän till honom. Vare sig Nancy eller Broth har visat sig offentligt, trots att Seinfeld tydligt slår ett slag för deras böcker i tv. När Seinfeld gjorde reklam för Broths bok, skålade Jerry Seinfeld till författarens ära, trots att inte Broth medverkade på tillställningen.
Seinfeld har också skrivit förorden till Peanut Butter & Co. Cookbook, som är sprungen från hans favoritsmörgåsbutik i New York.

### Stämning
Den 7 januari 2008 blev Jerry Seinfeld, tillsammans med sin fru Jessica Seinfeld, stämd för plagiering, varumärkesintrång och brott mot upphovsrättslagen av Missy Chase Lapine, författare till boken "The Sneaky Chef: Simple Strategies for Hiding Healthy Foods in Kids' Favorite Meals"  i den federala distriktsdomstolen i New Yorks södra distrikt. Seinfelds försvarsadvokat Richard Menaker anklagade där Lapine för att söka publicitet genom bokförsäljningen. I oktober 2007 hade Jessica Seinfeld gett ut en bok hos förlaget HarperCollins med titeln "Deceptively Delicious: Simple Secrets to Get Your Kids Eating Good Food."

### Biografi
Jerry Oppenheimer har skrivit en biografi över Seinfeld på 398 sidor. Titeln är The making of an American Icon och är utgiven på förlaget Harper Collins Publishers. Boken följer Seinfeld hela vägen från uppväxten till hans äktenskap med Jessica Sklar Nederlander.

## Film och TV

### Film
| År   | Titel                            | Roll            | Anmärkning |
| ---- | -------------------------------- | --------------- | ---------- |
| 1984 | The Ratings Game                 | Network Rep     |            |
| 1999 | Pros & Cons                      | Prison Man 2    |            |
| 2002 | Comedian                         | Jerry Seinfeld  |            |
| 2004 | A Uniform Used to Mean Something | Jerry Seinfeld  |            |
| 2004 | Hindsight is 20/20               | Jerry Seinfeld  |            |
| 2007 | Bee Movie                        | Barry B. Benson | röstroll   |

### Television
| År          | Titel    | Roll           |
| ----------- | -------- | -------------- |
| 1989 - 1998 | Seinfeld | Jerry Seinfeld |

## Privatliv

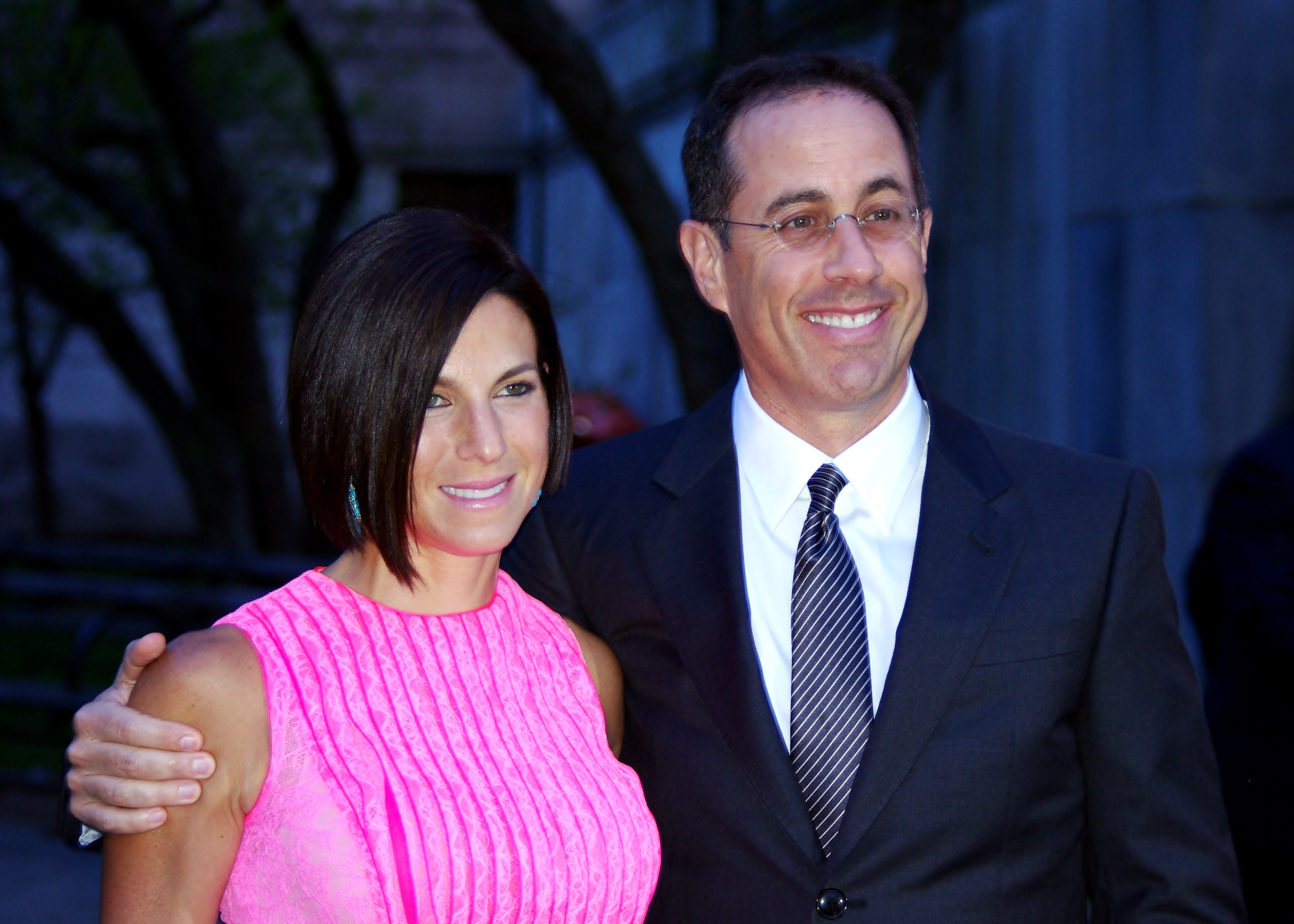
Jerry Seinfeld tillsammans med hustrun Jessica Seinfeld vid Tribeca Film Festival 2011.

Seinfeld är sedan 1999 gift med Jessica Sklar; paret har en dotter och två söner.

### Bilintresset
Jerry Seinfeld är en hängiven bilfantast och samlare och lär inneha en av de största Porsche-samlingarna i världen. Han hyrde en hel hangar på Santa Monica Airport i Santa Monica, Kalifornien för en längre tid under 90-talet för att härbärgera ett antal av samlingens fordon. Efter att ha återvänt till New York blev han involverad i en utdragen tvist med flera grannar angående en föreslagen garagebyggnad till en kostnad av 1,4 miljoner dollar.
En aktuell uppskattning säger att Seinfeld har 47 porschar. Reportern Paul Bannister säger i ett reportage att samlingen innehåller flera Porsche 911 av olika årsmodeller, tio Porsche Boxster i olika färger samt en sällsynt silverfärgad Porsche 550 Spyder från 1955, vilken är samma modell och färg som skådespelaren James Dean körde när han omkom i en bilolycka september 1955 nära Cholame i Kalifornien. Juvelen i samlingen utgörs av en Porsche 959 som kostade 700 000 dollar och som är en av bara 268 totalt tillverkade. Till hans förtret, var han dock inte tillåten att köra den på grund av att den inte genomgått de i USA obligatoriska krocktesterna, då Porschefabriken vägrat att upplåta fyra Porsche 959:or för krocktester av skälet att bilen inte är avsedd för ”gatubruk”. Seinfeld importerade dock bilen som utställningsbil, vilket stipulerar att bilen aldrig ska rulla på allmän väg i Förenta staterna. 959:an blev godkänd för gatan under 2003 / 2004.
I flera Seinfeld-avsnitt kör Jerry en Saab 900 Cabriolet, men en målning med Porsche-tema, visande en Porsche 904 GTS banracingbil tävlandes i 1964 Targa Floriotävling i Italien, är synlig på en vägg i lägenheten likväl som en affisch visande en Porsche 550 Spyder från Targa Florio 1958. I ett annat avsnitt ses Jerry gömma sig bakom en röd Porsche 911RS som står parkerad på gatan. Det har också visats exemplar av Excellence, ett Porschefokuserat magasin, i tidningsstället vid ytterdörren, vid minst ett tillfälle, och Jerry har i serien även läst ett exemplar av Road and Track magazin från cirka 1990, med en Porsche 964 på omslaget. Seinfeld skrev i februari 2004 en artikel i Automobile Magazine som handlade om Porsche Carrera GT. Han fick för denna artikel priset Road Test – Silver vid  2004 års upplaga av International Automotive Media Awards.

### Personlig ekonomi
Jerry Seinfeld tjänade under 1998 motsvarande 267 miljoner amerikanska dollar enligt Forbes Magazine, vilket gjorde honom till den högst avlönade skådespelaren det året. Även om många tyckte att serien blev sämre efter Larry David lämnade den, fortsatte den i två år innan den upphörde i maj 1998. Seinfeld fortsätter dock att generera inkomster genom repriser och dvd-utgåvor. Jerry Seinfeld uppges ha tackat nej till 5 miljoner amerikanska dollar per avsnitt, av totalt 22, för att fortsätta där serien idag avslutats med säsong nio, som gjordes under 1997 och 1998.
En form av återträff för skådespelarna i Seinfeld och en form av fiktiv fortsättning på serien finns i Larry Davids serie Simma lugnt, Larry! (eng: Curb Your Enthusiasm).